# 야스워군

포트카르파츠키에주 지도에 표시된 야스워군의 위치

야스워군(폴란드어: powiat jasielski)은 폴란드 포트카르파츠키에주에 위치한 군으로 군청 소재지는 야스워이며 면적은 830.41km2, 인구는 113,730명(2019년 기준), 인구 밀도는 140명/km2이다.
서쪽으로는 마워폴스카주 고를리체군, 북서쪽으로는 마워폴스카주 타르누프군, 북쪽으로는 뎅비차군, 북동쪽으로는 스트시주프군, 동쪽으로는 크로스노군과 접하며 남쪽으로는 슬로바키아와 국경을 접한다. 10개 지방 자치체(1개 도시, 1개 도시형 농촌, 8개 농촌)를 관할한다.

군 문장